# Giuseppe Tacca
Giuseppe Tacca (* 12. August 1917 in Cavaglio d’Agogna; † 18. Oktober 1984 in Villeprinte) war ein italienisch-französischer Radrennfahrer.

## Sportliche Laufbahn
Tacca, später Pierre-Joseph Tacca, war im Straßenradsport aktiv. 1948 nahm er die französische Staatsbürgerschaft an.
1939 bis 1952 war er Unabhängiger und Berufsfahrer. Sein bedeutendster sportlicher Erfolg war ein Etappensieg in der Tour de France 1947. 1945 gewann er Tour du Sud-Ouest, die Tour du Maine-et-Loire, 1946 die Tour de Corrèze und den Circuit du Maine-Libre, 1947 die Trophée International du Sud-Ouest, 1948 Paris–Nantes, 1950 den Circuit du Morbihan. 1949 gewann er eine Etappe in der Marokko-Rundfahrt. Zweiter wurde er 1944 bei Paris–Camembert, 1945 wurde er Dritter im Boucles de la Seine. Die Tour de France bestritt er viermal. 1947 wurde er 14., 1949 20., 1948 und 1950 beendete er die Rundfahrt nicht. In den Rennen der Monumente des Radsports war der 6. Platz bei Lüttich–Bastogne–Lüttich 1947 sein bestes Resultat.